# Serviço de inteligência

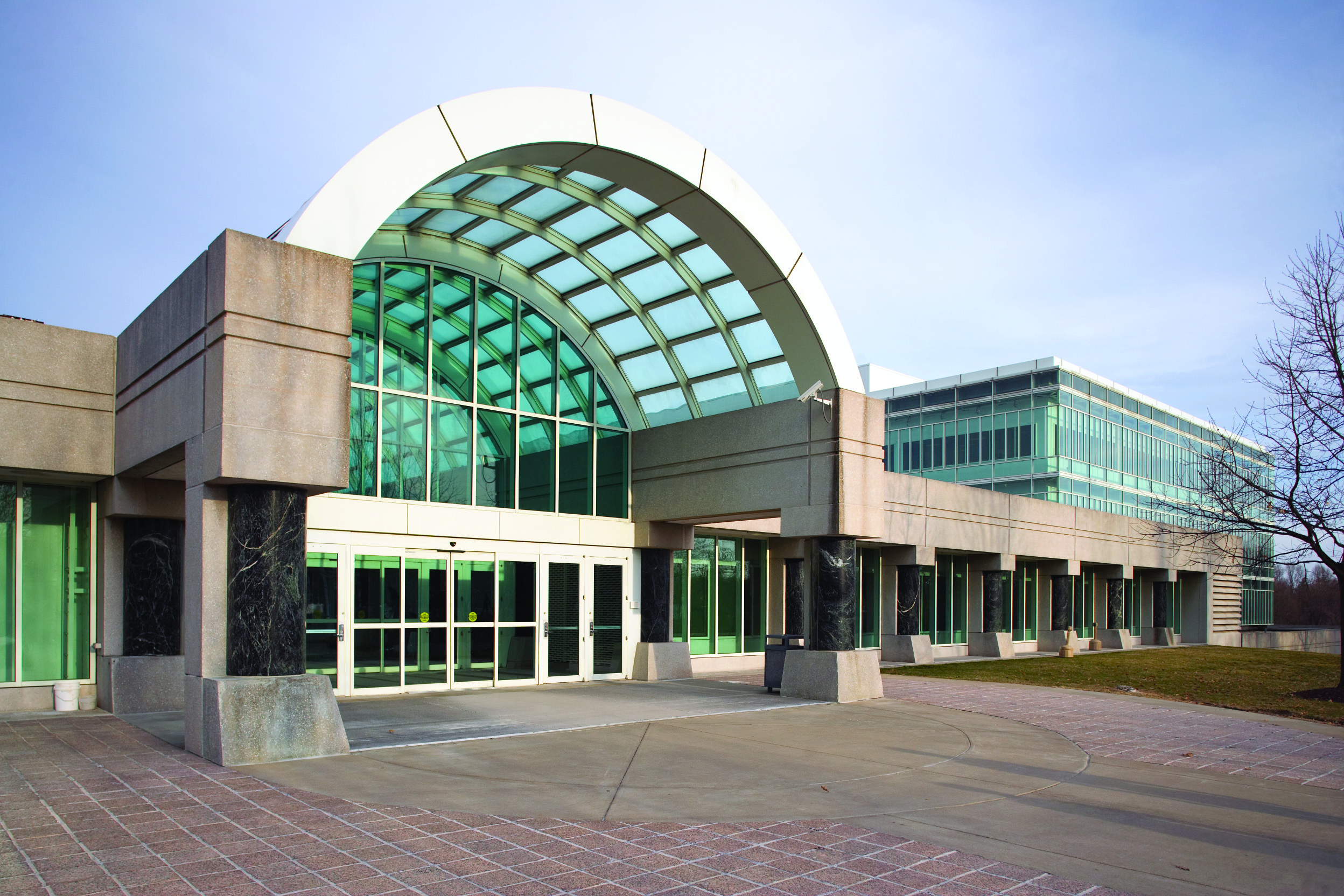
O George Bush Center for Intelligence é a sede da Central Intelligence Agency.

Um serviço de inteligência ou serviço de informações é geralmente um departamento governamental, cuja função é a coleta de informações relacionadas com possíveis ameaças à segurança do Estado.
Quando um serviço obtém informações consideradas secretas ou confidenciais sobre um Estado, um país ou uma organização sem autorização do detentor dessas informações, essa atividade é descrita como espionagem. A maioria dos serviços de inteligência (também chamados de serviços secretos) usa ou já usou a espionagem, contando com a indulgência de seus respectivos governos. A lei de todos os Estados considera como atividade criminosa a espionagem de que são alvo, mas por norma se abstém de contemplar o caso da sua própria atividade de espionagem, cuja prática os governos em princípio não reconhecem nem comentam.
Além de trabalhar na coleta ou recolha de informações, os serviços também tentam evitar a ação de serviços de inteligência estrangeiros em seu país (contraespionagem).
Na esfera privada (empresas), os "serviços de informação" ou "inteligência" são chamados de "Inteligência Competitiva (IC)" ou "informações de negócios" e são contratados para pesquisas de antecedentes criminais de candidatos a cargos de confiança, levantamento de informações sobre métodos dos concorrentes, realização de investigações de fraude empresarial e a localização de pessoas e bens para a recuperação de ativos desviados de uma fraude. Dentre as agências de inteligência e investigações de fraude empresarial no mundo se destacam a Pinkerton, Kroll, Control Risks, Montax, Serasa Experian, Equifax, Serinews e Dun & Bradstreet, S.B.I.P.

## História
No ocidente, é do início da Idade Moderna até o século XIX que ocorre a racionalização da atividade. Nos séculos XVI e XVII, devido às relações entre os Estados Europeus, era necessário o conhecimento acerca de outras potências por parte dos governantes, e espiões com cobertura diplomática procuravam proteger segredos de Estado por meio de documentos secretos. Foi a origem moderna da criptografia, que demandou métodos de escrita secreta e, consequentemente, tentativas de decodificação nas chamadas “câmaras negras” (Black Chambers e Cabinet Noir).
O responsável pela rede de agentes era Sir Francis Walsingham, que recrutou informadores dentro e fora da Grã-Bretanha, incluindo estadistas, diplomatas (utilizados em larga escala devido a facilidade de ir e vir), artistas (entre eles o dramaturgo Cristopher Marlowe, amigo de Shakespeare). Esse serviço, entretanto, foi uma iniciativa pessoal de Walsingham mais do que um órgão oficial. O primeiro serviço de inteligência institucional foi criado durante o reinado de Luís XIV de França.
No século XIX, o aumento do volume das tropas e as novas tecnologias marítimas levaram a necessidade do uso do telégrafo e do rádio para comando. Ao mesmo tempo, se deu a formação das polícias como entendemos hoje, incluindo o “advento da Polícia Criminal” que não se restrinja a impedir os crimes, mas também a elucida-los, surgindo assim unidades de polícia voltadas para o trabalho investigativo e processual. Os órgãos policiais também desenvolveram segmentos voltados para a investigação e repressão a criminosos políticos, ou seja, opositores do Estado, dando origem às Polícias Secretas e ao uso da espionagem por parte destas instituições.
As duas guerras mundiais ampliaram as demandas tecnológicas acerca do trabalho de coleta de dados, e envolveu trabalhos intensos de infiltração, recrutamento de informantes e fomento de conflitos irregulares atrás das linhas inimigas. A Guerra Fria, que se seguiu, levou esta esforço a novos patamares humanos e tecnológicos, incluindo as chamadas “Operações Encobertas”.
A CIA, serviço de informação dos Estados Unidos, foi criada em 1947. Sua antecessora foi criada em 1942, chamava-se OSS (Escritório de Assuntos Estratégicos), uma adicional de espionagem do FBI.
A KGB (inteligência da extinta URSS) empregava largamente estratégias de medidas ativas que, segundo seu ex-diretor Oleg Kalugin, compunham "O coração e a alma da inteligência soviética". A KGB foi extinta em 1991, os seus remanescentes na Rússia foram divididos em dois serviços de inteligência: o Serviço Federal de Segurança da Federação Russa (FSB), na segurança doméstica, e o Serviço de Inteligência Estrangeiro (SVR), no plano externo.
O Mossad - Serviço de Inteligência Israelense - também é conhecido por sua eficiência, principalmente em manter o anonimato. Os serviços do órgão foram utilizados ostensivamente na repressão não só aos grupos armados palestinos, mas também aos refugiados de Gaza e Cisjordânia em geral, desde antes da Guerra do Yom Kippur. Um agente do Mossad chamado Eli Cohen ficou famoso por passar vários anos infiltrado no Estado Maior da Síria. Quando foi descoberto foi torturado e executado.

## Inteligência no Brasil
Segundo Pacheco, durante quase todo o período republicano do Brasil vemos o trabalho de Inteligência atrelado à instituição policial, órgão que realizava coleta e análise de dados pertinentes aos mais variados grupos. Isto se manteve até o Golpe Civil-Militar de 1964, quando a importância da polícia neste tipo de situação é redimensionada dentro dos organismos de repressão construídos pelos militares, e somente com a abertura democrática ocorrida nos anos 1980 a atividade de Inteligência se desvencilhará dos aparelhos policiais, sendo delimitada, jurídica e institucionalmente, a esfera de atuação de ambas as atividades.
Já na Primeira República (1889-1930), o aparato policial da Capital Federal se adaptava a uma lógica da desconfiança acerca de inimigos internos. Por meio do Corpo de Segurança Pública eram mantidos sob vigilância anarquistas, estrangeiros e quaisquer elementos que pareciam representar um perigo ao modelo de Estado liberal ali construído. Neste Corpo atuavam os secretas, agentes recrutados que se infiltravam nos mais variados meios, agindo como os olhos e ouvidos da polícia.
Em 1920, o Corpo de Segurança Pública foi extinto sendo estruturada a Inspetoria de Investigação e Segurança Pública, subordinada a Seção de Ordem Social e Segurança Pública, tendo por atribuições vigiar o movimento anarquista e agilizar a expulsão de estrangeiros. A transformação administrativa ainda fazia do órgão um serviço secreto tendo por alvo inimigos internos do Estado. Somente em 1927 ocorreu a tentativa de estruturar um sistema que fosse capaz de municiar o governo com informações precisas a respeito da Segurança Nacional e do andamento da atividade considerada subversiva: a criação do Conselho de Defesa Nacional. Ainda assim, os trabalhos de espionagem da polícia se faziam necessários dentro de um processo de inteligência, na medida em que a rotina de trabalho de tal órgão baseava-se em reuniões confidenciais entre Ministros de Estado para troca de informações. Este modelo sofreu mudanças após os movimentos de 1930 que levaram Vargas ao poder. Ocorreu então uma reformulação da Polícia Civil do Distrito Federal a fim de que se adaptasse a um novo modelo de repressão e vigilância.
Era a Delegacia Especial de Segurança Polícia e Social (DESPS) que oferecia à Capital Federal os mecanismos operacionais, bem como os recursos humanos disponíveis - investigadores, policiais, informantes, peritos, etc. - para a atividade de inteligência e repressão, sendo responsável pela coleta e análise de dados referentes a ameaças ao Estado.
A partir de 1946, oficialmente a atribuição de Inteligência não mais caberia, nem mesmo sob forma improvisada, à Polícia Política. Em 6 setembro deste ano foi criado o já mencionado Serviço Federal de Informações e Contra-Informações (SIFCI), na perspectiva de modernizar a atividade de Inteligência e atualizando tal serviço no Brasil frente às novas necessidades do fim da Segunda Guerra Mundial e início da Guerra Fria. Este órgão, chefiado por militares - da mesma forma que o Conselho de Segurança Nacional e a própria Polícia Política - concentraria toda a atividade de coleta, processamento e disseminação de informações pertinentes à Defesa e aos interesses do Estado brasileiro. Entretanto, o desempenho do SIFCI parece ter sido muito pequeno. Segundo Figueiredo, o órgão existiu apenas no papel até 1956, quando um grupo composto por três militares e um policial fora enviado para um período de estágio em órgãos americanos. Mesmos após este ano, no qual se deu a aplicação de fato do órgão, seu desempenho é bastante questionável, supostamente produzindo poucas informações e falhando como agencia assessora do Executivo.
O SIFCI, instalado a partir de 1956, se manteve até 1964, quando foi considerado ineficiente frente ao novo modelo de repressão que seria adotado pelos militares. Oficialmente, concentrou a atividade de inteligência até a criação do Serviço Nacional de Informações – SNI - instituição que o substituiu naquele ano.
O atual serviço de inteligência é a Agência Brasileira de Inteligência, reformulado pelo presidente Fernando Henrique Cardoso, aproveitando os moldes legados dos serviços de inteligência transformados desde a criação do primeiro por Dom Pedro em 1821. Entre seus agentes da atual ABIN, ainda figuram vários nomes de ex-integrantes do SNI.

## Formas de inteligência
Quatro formas de inteligência podem ser consideradas:
- HUMINT, ou aquela coletada por seres humanos;
- SIGINT, ou aquela coletada pela interceptação de sinais como comunicações, radares e transmissão de dados;
- IMINT, ou aquela coletada por meio imagens, como imagens de satélite;
- MASINT, ou aquela coletada por meio da medida e análise de assinatura de eventos específicos, como explosões nucleares.
- OSINT, ou serviço de inteligência aberto.

Historicamente, a maior fonte de informações foi a HUMINT, porém já há algum tempo a SIGINT assumiu a importância principal.